# Brosimum ramonense
Brosimum ramonense är en mullbärsväxtart som beskrevs av Paul Carpenter Standley. Brosimum ramonense ingår i släktet Brosimum och familjen mullbärsväxter. Inga underarter finns listade i Catalogue of Life.